# Merinolangwollschaf
Das Merinolangwollschaf ist eine leistungsfähige Hausschafrasse, die für die Erzeugung fleischreicher Lämmer und kammfähiger Halbfeinwolle geeignet ist. Es ist eine Variante des Merinoschafs. 

## Zuchtgeschichte
Das Zucht- und Verbreitungsgebiet des mittel- bis großrahmigen Merinolangwollschafes liegt gegenwärtig in Thüringen.
Die noch relativ junge Rasse (Zuchtbeginn 1971) ist das Ergebnis einer Kombinationskreuzung mit folgenden Genanteilen: 50 % Merinolandschaf (Muttergrundlage), 25 % Nordkaukasisches Fleischschaf, 25 % Lincoln oder Corriedale.
Die Einkreuzung des Nordkaukasischen Fleischwollschafes führte zur Erhöhung des Wollertrages und zur Verbesserung des Wollbesatzes an Bauch und Flanken. Die Zuchtbenutzung von Lincoln und Corriedale wirkte sich vorteilhaft auf die Rahmigkeit der Tiere, die Ausprägung der Fleischform und die Stapellänge aus. 
Nach 1990 erforderte die veränderte Marktsituation eine Ausrichtung der Zuchtmaßnahmen auf die Verbesserung der Fleischleistung (in Menge und Qualität). Deshalb werden Merinolandschafböcke in Form der Blutauffrischung eingesetzt. Dadurch erhöhte sich der Genanteil des Merinolandschafs.

## Zuchtziel
Das anpassungsfähige und robuste Schaf ist geeignet für ganzjährige Futternutzung auf der Weide in Kombination mit Nachtpferchhaltung.
Das Merinolangwollschaf verfügt über einen langen Rücken, genügend Tiefe, gute Bemuskelung und ein kräftiges Fundament. 
Von Mutterschafen werden gute Säugeleistung und ausgeprägte Muttereigenschaften erwartet. Die Erstzulassung ist im Alter von acht bis zwölf Monaten möglich. Merinolangwollschafe sind im Brunstverhalten asaisonal. In Reinzucht oder Kreuzung werden hochwertige Schlachtlämmer erzeugt.
Die Wolle ist gekräuselt und ausgeglichen in Feinheit und Länge. Das Vlies soll gut gestapelt und dicht sein. 

### Wollleistung und Wollqualität
- Schweißwolle
  - Zuchtböcke: 6,0–8,0 kg
  - Mutterschafe: 4,0–6,0 kg
- Wollfeinheit: 28–32 Mikrometer
- Rendement: 48–55 %

### Lebendmasse, Ablammergebnisse sowie Mastleistungsergebnisse der Lämmer
- Körpermaße
  - Zuchtböcke 120–140 kg,
  - Mutterschafe 70–85 kg
- Ablammergebnis (Mutterschafe): 140–160 %
- tägliche Zunahme: 360–410 g
- Schlachtausbeute: 48 %

## Gefährdung
Die Gesellschaft zur Erhaltung alter und gefährdeter Haustierrassen (GEH) hat diese Rasse in die Kategorie III (gefährdet) der Roten Liste (Stand 2022) eingestuft. Sie hat auch einen Betreuer dieser Rasse berufen.